# هارب متعدد المسارات
هارب متعدد المسارات هو هارب يحتوي على أكثر من صف واحد من الأوتار. وتسمى الهاربات ذات الصفين بالهاربات المزدوجة؛ وتسمى الهاربات ذات الثلاثة صفوف بالهاربات الثلاثية. ويسمى الهارب الذي يحتوي على صف واحد فقط من الأوتار بالهارب ذي المسار الواحد.